# Круговое вероятное отклонение
Кругово́е вероя́тное отклоне́ние (КВО) — величина радиуса круга, очерченного вокруг цели, в который предположительно должно попасть 50 % боеприпасов (или их боевых частей) при стрельбе. КВО является показателем точности попадания бомбы, ракеты, снаряда.

## История
КВО применяется для оценки вероятности поражения цели. Круговое рассеивание является частным случаем более общего понятия вероятного или срединного отклонения, широко используемого в артиллерийской практике и баллистике с XIX века. Как характеристика эффективности ракетного оружия КВО введено в оборот в специальной технической литературе в конце 1940-х — начале 1950-х годов.
По определению, если КВО равно L, то 50 % снарядов падает на расстояниях от цели меньших либо равных L. Если при этом места падения снарядов подчиняются некоррелированному двумерному нормальному распределению с равными стандартными отклонениями σx = σy = σ по обеим осям, то примерно 43,7 % снарядов падают на расстояниях между L и 2L от цели, около 6,1 % — на расстояниях между 2L и 3L, и лишь 0,2 % снарядов падает на расстояниях от цели, больших, чем три величины КВО. Стандартное отклонение по любой горизонтальной оси σ связано с КВО соотношением L = σ·√2 ln 2 ≈ 1,1774 σ. Для кругового нормального распределения расстояние от точки падения снаряда до цели (промах, s) подчиняется распределению Рэлея. При этом максимум плотности кругового распределения вероятностей находится в точке цели, однако среднеквадратичный промах равен srms = σ·√2 ≈ 1,2011L (внутрь круга с таким радиусом попадает 63,213% снарядов, а в круг с удвоенным радиусом 2srms ≈ 2,4022L — 98,169% снарядов). Применительно к круговому нормальному распределению часто встречается также величина R95 ≈ 2,4477 σ ≈ 2,0789 L — радиус круга с центром в цели, в который попадает 95% снарядов. 
На практике распределение попаданий относительно точки прицеливания может не подчиняться круговому нормальному закону. В частности, применительно к высокоточному оружию отмечается группирование точек падения ближе к условному центру рассеивания, и, таким образом, имеет место отклонение от нормального распределения. Для артиллерийских боеприпасов при стрельбе по целям на горизонтальной поверхности характерны увеличенные значения вероятного отклонения по дальности по сравнению с вероятным отклонением в боковом направлении, с образованием доверительной области в форме эллипса (эллипс рассеивания), вытянутого по дальности. В этом случае соотношения, указанные выше, недействительны, однако концепция КВО всё ещё может использоваться, оставаясь мерой точности стрельбы (меньшее значение КВО соответствует лучшей точности стрельбы).
С увеличением дальности достижение малого КВО становится всё более трудной задачей.
Точность главным образом зависит от степени совершенства систем наведения (для управляемых боеприпасов — также и систем управления), а также от аэродинамических показателей.
Современные крылатые ракеты и управляемые (корректируемые) авиабомбы имеют КВО, не превышающее 10 метров. Самые точные баллистические ракеты имеют КВО менее 100 метров, даже при межконтинентальных дальностях. У первой баллистической ракеты «Фау-2» (V2), созданной в 1942 году и имевшей практическую дальность полёта около 250—270 километров (максимально — 320 км), КВО составляло от 4,5 до 6 км.

## Сравнение баллистических ракет по КВО
- UGM-133A Трайдент II (D5) — 90…500 метров.
- Р-30 Булава-30 — 120…350 метров.